# Laojun, Sichuan
Laojun (kinesiska: 老君乡, 老君) är en socken i Kina. Den ligger i provinsen Sichuan, i den sydvästra delen av landet, omkring 370 kilometer öster om provinshuvudstaden Chengdu. Antalet invånare är 11 519. Befolkningen består av 5 531 kvinnor och 5 988 män. Barn under 15 år utgör 26,0 %, vuxna 15-64 år 60 %, och äldre över 65 år 13,0 %.
Genomsnittlig årsnederbörd är 1 751 millimeter. Den regnigaste månaden är september, med i genomsnitt 350 mm nederbörd, och den torraste är december, med 13 mm nederbörd.